# Chybotisk 50/50 h Doplatit

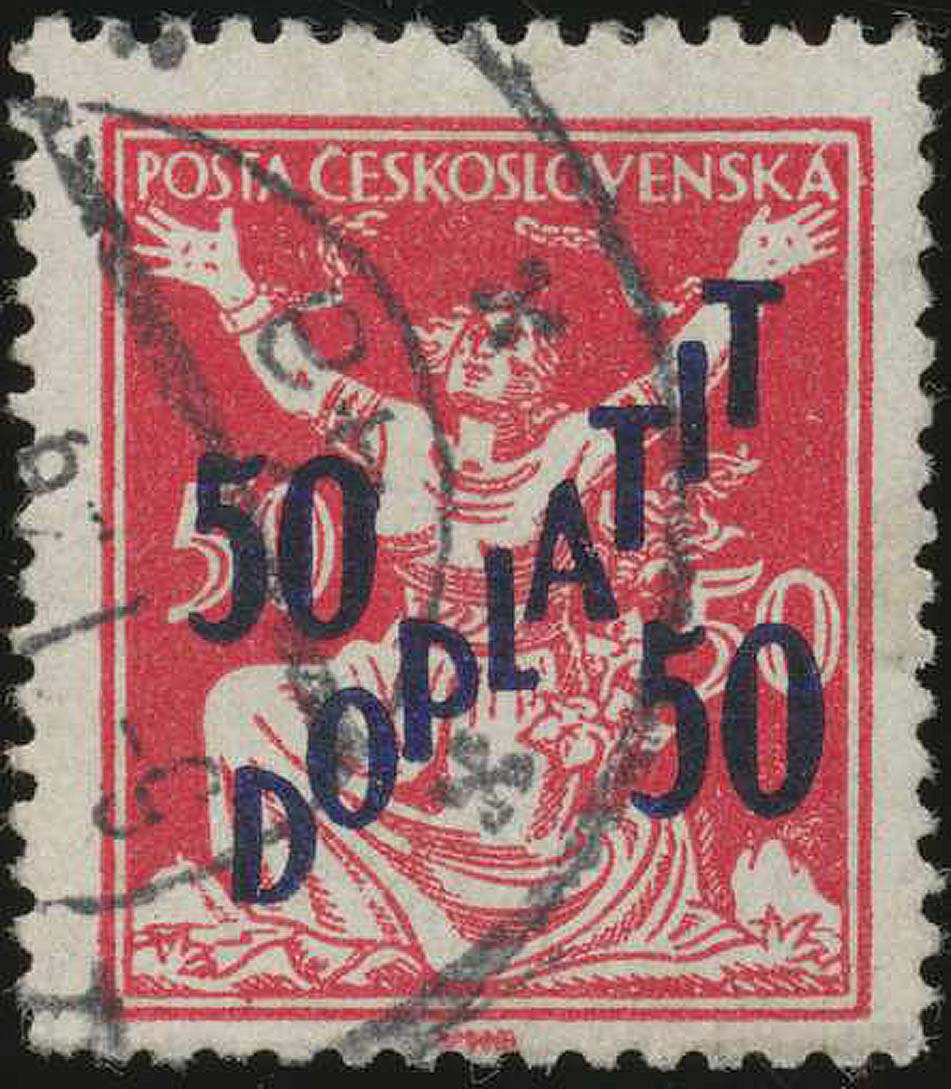
Raritní přetisk 50/50 s částí denního razítka PRAHA 14

Chybotisk 50/50 h Doplatit je vzácná československá poštovní známka z roku 1927, která vznikla omylem při přetiskování výplatních známek emise Osvobozená republika. Patří mezi nejvýznamnější československé prvorepublikové rarity, přičemž je známo pouze 18 exemplářů.

## Historie vzniku
V roce 1927 byly přetiskovány výplatní známky emise Osvobozená republika, série československých poštovních známek vydaných v letech 1920–1922, jejichž autorem byl Vratislav Hugo Brunner. Motivem známek byla alegorie republiky – žena trhající okovy.
Při přetiskování známek, kdy měly být nepoužité známky použity jako doplatní došlo k omylu, při němž byl mezi přetiskované archy s nominální hodnotou 150 haléřů zařazen také jeden stokusový arch známek o hodnotě 50 h. Protože byla tato známka vytištěna ve stejné červené barvě jako 150h verze, omyl zůstal nepovšimnut. Arch byl následně přetištěn stejnou hodnotou 50 h, což bylo z poštovního hlediska nelogické, protože přetisk měl sloužit ke změně nominální hodnoty nebo funkce známky.
Po distribuci na poštu Praha 14 v Holešovicích byl chybotisk běžně použit v poštovním provozu v lednu 1928. Na podzim téhož roku byly objeveny první exempláře této rarity a jejich existence byla poprvé zmíněna 20. října 1928 v časopisu Český filatelista. Po zveřejnění zprávy následoval mezi sběrateli velký zájem a pátrání po dalších kusech.

## Známé exempláře
Do dnešní doby je známo pouze 18 kusů této raritní známky. A to pouze razítkovaných, byly totiž objeveny pouze jako poštovně použité.

## Aukce a prodejní ceny
- Listopad 2016 –  Při aukci v Praze se v listopadu 2016 vydražila za více než 1,7 milionu korun.[3]
- Únoru 2020 – V USA byl prodán jeden exemplář za tehdy rekordních 100 300 USD (kolem 2 307 000 CZK).[4]
- Říjen 2022 – Úřad pro zastupování státu ve věcech majetkových (ÚZSVM) prodal v aukci jeden kus za 2,9 milionu korun.[1][3] Vyvolávací cena byla 1 300 000 Kč a konečná částka byla dosažena po 75 příhozech.[5]
- 2023 – Exemplář č.3 se prodal přes obchod Filatelie Klim, inzerovaná prodejní cena byla 4 500 000 Kč[6] Finální cena, za kterou se obchod realizoval zveřejněná nebyla.
- Září 2024 – Exemplář č.6 byl vydražen v aukčním domě Burda Auction za 4 000 000 Kč.[7]
- Březen 2025 – Na aukci v Praze se exemplář č. 5 prodal za 2 500 000 Kč[8] a zařadil se mezi pět nejdráže prodaných známek v tuzemských aukcích.[2] Jednalo se o kus s částí denního razítka PRAHA 14. Kupujícím byl český sběratel a investor Vladimír Lenc.[9]

## Další zobrazení

### Známka na známce
Dne 23. září 2020 vydalo Ministerstvo průmyslu a obchodu České republiky výplatní poštovní známku s názvem ZNÁMKA NA ZNÁMCE: CHYBOTISK 50 NA 50. Známka byla vydána s nominální hodnotou písmeno B, což odpovídalo ceně 19 Kč za vnitrostátní obyčejné psaní do 50 gramů v ekonomickém režimu dodání. Autorem grafické úpravy emise byl Kamil Knotek.

### Filatelistická emise „Svět filatelie“
Chybotisk 50/50 h DOPLATIT byl poprvé zobrazen na poštovní známce v roce 2018 jako součást emise tzv. vlastních známek. Série s názvem "Svět filatelie", vydaná dne 27. dubna 2018, obsahovala celkem 25 různých známek s nominální hodnotou A. Tato emise představovala významné poštovní známky z různých období a tematických kategorií, včetně chybotisků poštovních známek.

### Numismatika
Existuje také medaile se stříbrnou a zlatou replikou známky, které v nákladu 111 ks. vyrazila Mincovňa Kremnica. 